# Michelle Gulyás
Michelle Gulyás (Londra, 24 ottobre 2000) è una pentatleta ungherese, laureatasi campionessa olimpica a Parigi 2024 stabilendo il nuovo record mondiale con 1461 punti.

## Palmarès
- Giochi olimpici:

Parigi 2024: oro nell'individuale.
- Mondiali

Città del Messico 2018: argento nella staffetta mista.
Il Cairo 2021: argento nella gara a squadre, bronzo nell'individuale.
Alessandria d'Egitto 2022: argento nell'individuale, bronzo nella gara a squadre.
Bath 2023: bronzo nella gara a squadre.
- Giochi europei

Cracovia 2023: bronzo nella gara a squadre.
- Campionati europei di pentathlon moderno

Székesfehérvár 2022: argento individuale, bronzo a squadre.
Cracovia 2023: bronzo a squadre.
- Giochi olimpici giovanili estivi

Buenos Aires 2018: bronzo nell'individuale.